# Monte Torrecane
Monte Torrecane è un rilievo dei Monti del Cicolano che si trova nel Lazio, nella provincia di Rieti, nel comune di Antrodoco. Sovrasta poco più a nord il lago di Rascino e l'omonimo altopiano.